# Rösträknare
Rösträknare är vanligast en eller två som får i uppdrag på ett möte eller stämma att räkna röster om man begär votering i ett beslut. Rösträknarna ska då enskilt räkna de som är för och emot förslaget, de ska sedan gå fram och ge mötesordföranden resultatet. Om resultaten inte är likadana får voteringen göras om.
Ofta väljs samma person till både rösträknare och justeringsperson.